# Next Time (альбом)
Next Time — дебютный студийный альбом македонского поп-рок дуэта Next Time, издан 16 декабря 2008 года.

## Об альбоме
Next Time быстро добились успеха на македонской сцене. 4 сингла и 4 видео вышли ещё ло выхода альбома. Альбом состоит из 11 песен и 2 бонусов. Первый бонус на английском языке и называется «Why Did You Go», второй бонус кавер старой итальянской поп-оперы «Caruso». На презентацию альбо которая прошла в отеле Holiday Inn в Скопье, пришло более 2000 человек для того чтоб поддержать недавно сформированный дуэт. Авторами песен для альбома стали: Јован Јованов, Дамјан Лазаров, Мартин и Стефан Филиповски (Next Time). Продюсером выступил Јован Јованов.

## Список композиций
1. «Ме Остави Сам Да Живеам» («Ты оставила меня одного»/«You Left Me All Alone»)
2. «Миллион» («Миллион»/«Million»)
3. «Секој За Себе» («Каждый за себя»/«Everyone For Themselves»)
4. «Не Верувам Во Тебе» («Я тебе не верю»/«I Don’t Trust You»)
5. «Немој Да Плачеш За Крај» («Не плачь в конце»/«Don’t Cry In The End»)
6. «Без Тебе Тивко Умирам» («Без тебя тихо умираю»/«I’m Slowly Dying Without You»)
7. «Немам Ни Глас» («У меня нет даже голоса»/«I Don’t Even Have a Voice»)
8. «Следен Пат» («Следующий раз»/«Next Time»)
9. «Не Сакам Да Разберам» («Не хочу понимать»/«I Don’t Want To Understand»)
10. «Ме Мислиш Ли» («Думаешь ли ты обо мне»/«Am I In Your Thoughts»)
11. «Изгубен» («Потерянный»/«Lost»)
12. «Why Did You Go?»(«Почему ты ушла?») (Bonus Track)
13. «Caruso» (cover) (Bonus Track)